# Alisa Klein
Alisa Klein (* um 1990 in Saarbrücken) ist eine deutsche Jazzmusikerin (Posaune).

## Leben und Wirken
Klein begann im Alter von fünf Jahren Blockflöte zu spielen und wechselte mit sechs Jahren zur Gitarre. Mit zwölf Jahren entschied sie sich dann für die Posaune; nach einem Jahr an der städtischen Musikschule Saarbrücken unterrichtete Christof Thewes sie, der ihr auch die Grundlagen von Jazz und Improvisation vermittelte. Sie spielte in verschiedenen Jugend-Big-Bands und Combos im Saarland und besuchte regelmäßig Workshops. Zunächst war sie Jungstudentin an der Hochschule für Musik Saar, um dann an der Hochschule Luzern bei Nils Wogram und am Conservatorium van Amsterdam ihr Bachelorstudium zu absolvieren. Zwischen 2014 und 2018 studierte sie im Masterstudiengang Jazzposaune in Amsterdam.
Dort spielte Klein in unterschiedlichen Projekten und gründete 2014 ihre Band Kleinkram mit Johannes Jungnickel (Gitarre), Felix Barth (Bass) und Robert Nitschke (Schlagzeug).  Als Mitglied des Quartetts von Michel Meis war sie an dessen Alben Lost in Transition (Double Moon Records, 2020) und Kaboom (2021, mit Théo Ceccaldi) beteiligt.  Mit den Rednern um Oliver Strauch und Florian Penner führte sie 2019 das Stück PlusUltra auf. Sie ist weiterhin auf dem Album Jaleo Holandes der BvR Flamenco Big Band und auf Christoph Mudrichs Beneath the Underdog zu hören.
Daneben unterrichtet Klein an der Musikschule Zweibrücken.